# La Croix-Valmer
La Croix-Valmer település Franciaországban, Var megyében. Lakosainak száma 3832 fő (2022. január 1.). La Croix-Valmer Cavalaire-sur-Mer, Cogolin, Gassin és Ramatuelle községekkel határos.

## Népesség
A település népességének változása:
| Lakosok száma | 3612 | 3810 | 3921 | 3780 | 3778 | 3779 | 3780 | 3804 | 3832 |
|               | 2013 | 2015 | 2016 | 2017 | 2018 | 2019 | 2020 | 2021 | 2022 |